# Ciara (chanteuse)
Pour les articles homonymes, voir Ciara.
Ciara (prononcé : /siˈɛəɹə/) (née le 25 octobre 1985 à Austin, Texas), est une chanteuse, actrice, productrice et mannequin américaine et béninoise. En 2004, Ciara sort son premier album studio, Goodies, dont sont extraits les trois tubes : Goodies, 1, 2 Step et Oh. L'album est certifié triple disque de platine par la RIAA, et est nommé à quatre reprises aux Grammy Awards. Ciara sort son deuxième album studio The Evolution en 2006 qui a engendré les hits Get Up, Promise et Like a Boy. L'album est classé numéro un aux États-Unis et se voit certifié disque de platine. Le troisième album studio de la chanteuse, Fantasy Ride, sort en 2009 et remporte un succès moindre par rapport aux deux premiers albums. Toutefois, il contient le tube Love Sex Magic en duo avec Justin Timberlake, qui lui vaut une nomination aux Grammy Awards dans la catégorie Best Pop Collaboration with Vocals. L'année suivante, Ciara sort son quatrième album studio, Basic Instinct, qui est un échec commercial.
En 2011, la chanteuse signe un contrat avec un nouveau label, Epic Records. Elle sort un nouvel album studio, Ciara, en 2013.
Depuis ses débuts en 2004, Ciara atteint à huit reprises le Top 10 du Billboard Hot 100, dont une première place. Elle remporte également de nombreux prix et récompenses, dont trois BET Awards, trois MTV Video Music Awards, trois MOBO Awards et un Grammy Award. Ciara compte plus de 7 millions d'albums vendus dans le monde et plus de 4,3 millions d'albums et 6,9 millions de singles numériques téléchargés aux États-Unis.

## Biographie

### Jeunesse et débuts
Ciara Princess Harris née le 25 octobre 1985 à Austin, aux États-Unis.
Ses parents, Jackie Harris (née Smith) et Carlton Harris, sont tous les deux Afro-Américains d'origine béninoise. Son prénom, qu’elle tient d’un parfum Revlon, est d'origine irlandaise et signifie « noir ». Elle passe son enfance dans des bases militaires américaines en Allemagne, à New York, en Utah, en Californie, en Arizona et au Nevada, car son père servait dans l'United States Army, puis passa son adolescence à Atlanta. Elle est cousine avec T.I.
Pendant son adolescence, Ciara et sa famille s'installent à Atlanta. Ciara déclare que le fait de regarder les Destiny's Child se produire lors d'une émission de télévision l'a inspirée à poursuivre une carrière dans la musique. Elle cite également Michael Jackson comme l'une de ses plus grandes inspirations[réf. nécessaire].
Adolescente, Ciara fait partie d'un groupe avec deux de ses amies, appelé les Hearsay. Le groupe enregistre des démos, mais avec le temps des différends les amènent à se séparer. Malgré cela, Ciara est toujours déterminée à atteindre son but. Elle signe un contrat d'édition et devient parolière. En 2002, elle rencontre le producteur Jazze Pha et avec son aide elle signa un contrat de disque chez LaFace Records puis enregistre quatre démos, 1, 2 Step, Thug Style, Pick Up the Telephone et Lookin at You, qui apparaîtront toutes sur son premier album publié deux ans plus tard. Au début de l'année 2004, Ciara écrit une démo avec le producteur Sean Garrett. Celle-ci devient son premier single Goodies sorti durant l'Eté 2004 suivi de l'album portant le même sorti en septembre 2004. 1, 2 Step est le deuxième single de celui-ci et devient un hit. En 2003, Ciara est diplômée de l'école secondaire Riverdale.

### Débuts
Ciara sort son premier album, Goodies, le 28 septembre 2004 aux États-Unis. L'album débute troisième aux États-Unis, avec 125 000 exemplaires vendus lors de sa première semaine d'exploitation. Toutefois, propulsé par ses trois singles, l'album est certifié triple disque de platine par la RIAA, l'opus s'étant écoulé à plus de trois millions d'exemplaires aux États-Unis. Après avoir connu le succès aux États-Unis, l'album sort au niveau international le 24 janvier 2005, où elle a également obtenu de bons résultats, l'album étant certifié disque de platine au Canada et disque d'or en Nouvelle-Zélande et au Royaume-Uni. L'album s'est vendu à plus de cinq millions d'exemplaires dans le monde.
Trois singles sont extraits de l'album. Le premier, Goodies devient numéro un aux États-Unis, Canada et Royaume-Uni et Top 10 en Irlande, en Nouvelle-Zélande et en Allemagne, ainsi que Top 20 en Australie. Les deuxième et troisième single, 1, 2 Step, avec Missy Elliott, et Oh, avec Ludacris, se classent respectivement numéro 1 et 2 aux États-Unis et atteignent le Top 10 dans d'autres pays. 1, 2 Step est le single de l'album qui remporte le plus grand succès dans le monde, se classant deuxième en Australie, au Canada et en Nouvelle-Zélande, et cinquième en Irlande et au Royaume-Uni. And I, ne sort qu'aux États-Unis. Il ne remporte pas le succès des précédents extraits.
Ciara assure la première partie des concerts de Gwen Stefani lors de son Harajuku Lovers Tour en 2005 et part en tournée avec Chris Brown et Bow Wow sur le Holiday Jam Tour en décembre 2005, dans lequel elle interprète des chansons de son album[source secondaire souhaitée]. Elle apparaît sur le single de Missy Elliott, Lose Control, et sur le single Like You de Bow Wow qui se classe troisième aux États-Unis et obtient un succès mondial. Aux Grammy Awards, Ciara reçoit quatre nominations, comprenant Best New Artist, Best Rap/Song Collaboration pour 1,2 Step, et Best Rap Song pour Lose Control. Elle remporte un titre dans la catégorie Best Short Form Music Video avec Missy Elliott pour Lose Control[source secondaire souhaitée].

### The Evolution(2006–2007)

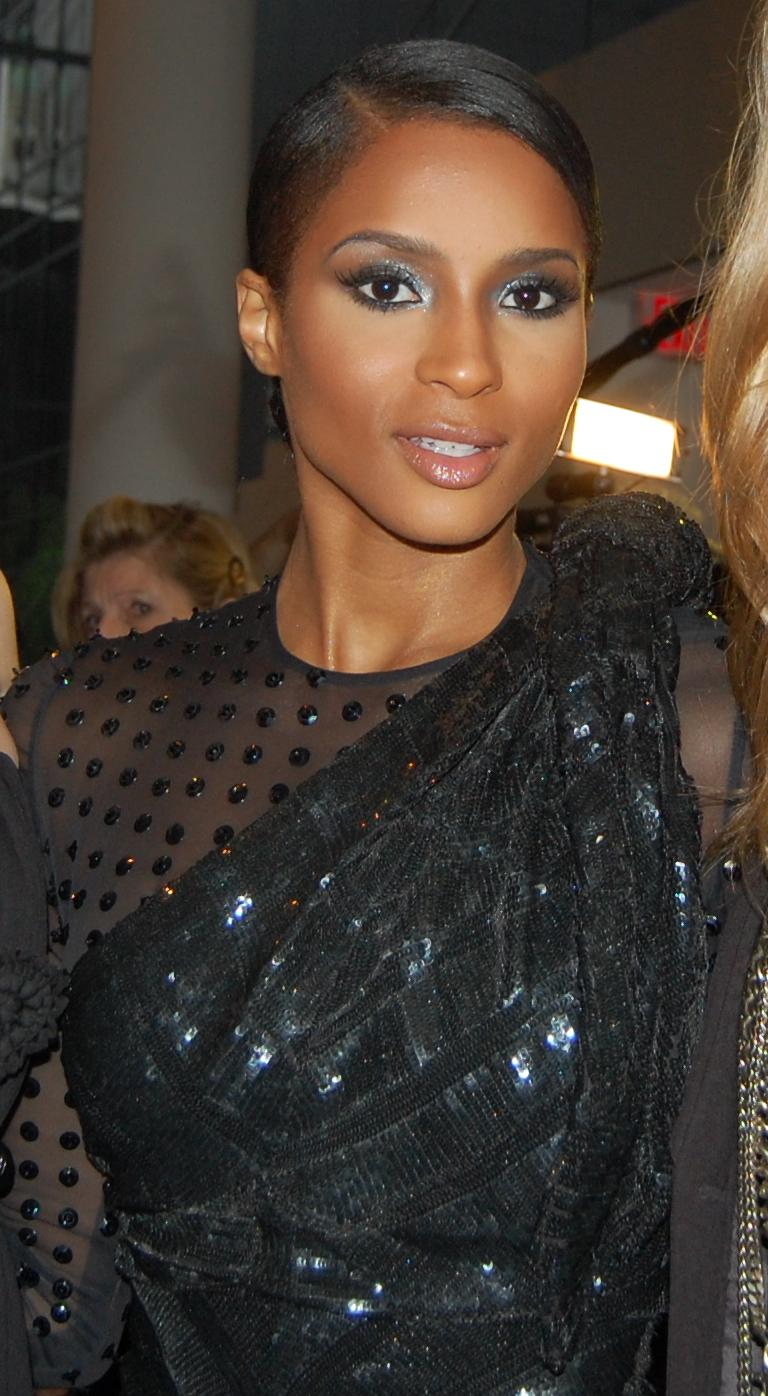
Ciara en 2007.

Ciara sort son deuxième album, The Evolution, le 5 décembre 2006. Elle a coécrit et coproduit la plupart des chansons de l'album et a travaillé avec une nouvelle ligne de production, y compris Jazze Pha, Rodney Jerkins, Pharrell, Bryan-Michael Cox, Will.i.am et beaucoup d'autres. L'album devient son premier numéro un au Billboard 200 aux États-Unis, se vendant à plus de 338 000 exemplaires lors de sa première semaine d'exploitation[source secondaire souhaitée]. L'album reçoit des commentaires positifs de manière générale, et est certifié disque de Platine aux États-Unis, et ce, seulement cinq semaines après sa sortie. À ce jour, l'album se vend à plus de deux millions d'exemplaires dans le monde.
L'album est précédé par le single Get Up, en duo avec Chamillionaire qui a servi de bande originale au film Step Up. La chanson atteint le Top 10 aux États-Unis. La chanson est également publiée comme second single international, se classant cinquième en Nouvelle-Zélande et dans le Top 40 en Allemagne. Le premier single aux États-Unis, Promise, se classe onzième. Like a Boy est le deuxième single aux États-Unis et le premier au Royaume-Uni et en Europe. Il atteint le Top 10 aux États-Unis, et est également un succès international, atteignant le Top 10 en France et en Suède, et le Top 20 en Allemagne, en Nouvelle-Zélande et au Royaume-Uni. Can't Leave 'Em Alon, en duo avec 50 Cent est le dernier extrait de l'album. Il atteint le Top 5 en Nouvelle-Zélande et le Top 40 aux États-Unis. That's Right sort en tant que single promotionnel fin 2007. En octobre 2006, Ciara entame sa tournée, The Evolution Tour. Elle remporte le prix de World's Best Selling Female R&B Artist en 2007 aux World Music Awards.

### Fantasy Ride(2008–2009)

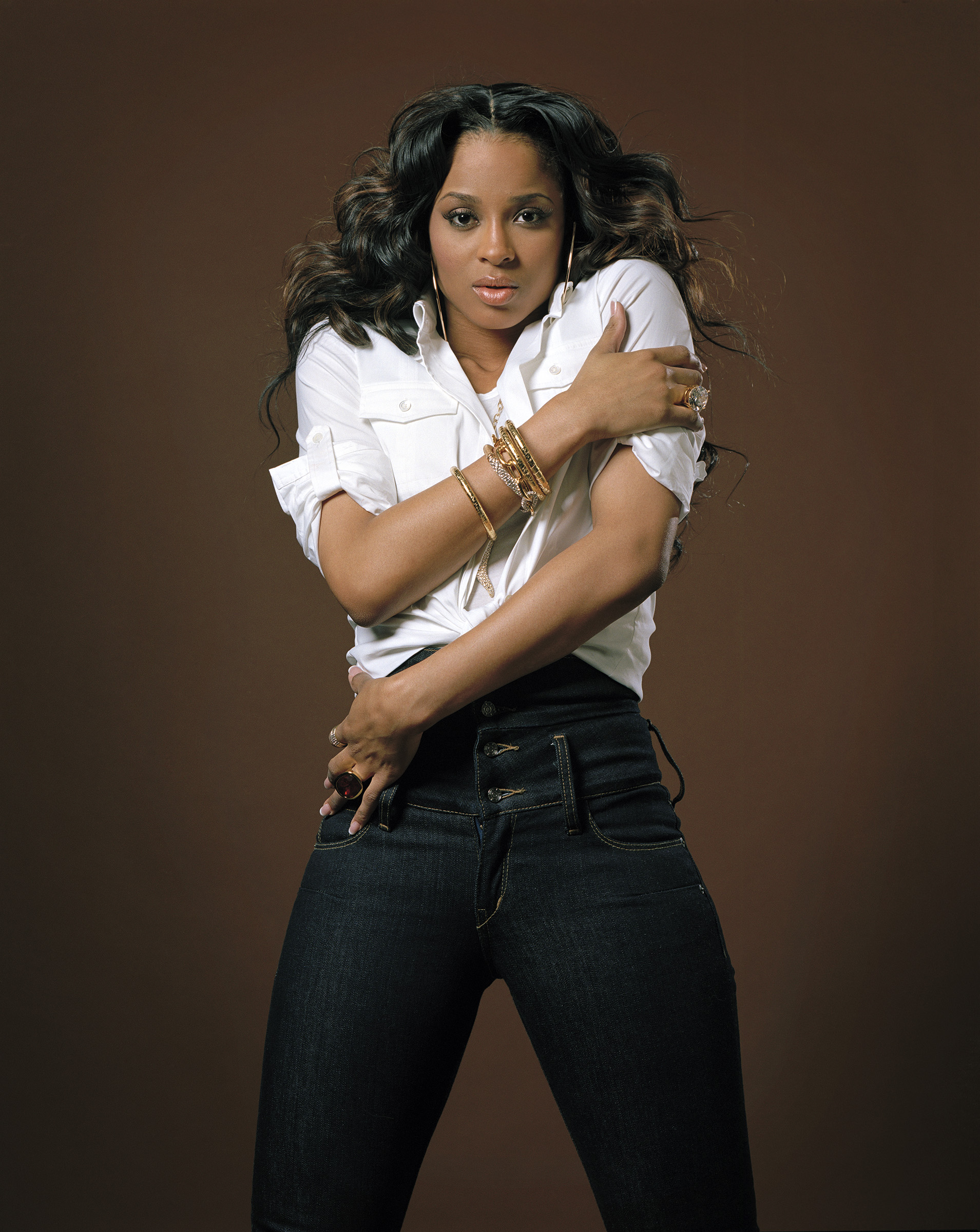
Ciara photographiée par Oliver Mark, Berlin 2008.

Bien qu'à l'origine destiné à sortir en septembre 2008, le troisième album studio de Ciara, Fantasy Ride voit le jour, après un certain nombre de retards, en mai 2009. Aux États-Unis, l'album débute troisième, avec 81 000 ventes la première semaine de son exploitation. L'album se vend à plus de 200 000 exemplaires aux États-Unis et plus de 300 000 exemplaires dans le monde. En septembre 2008, Ciara publie Go Girl, qui en duo avec T-Pain, qui sert à la promotion de l'album. Le premier single aux États-Unis, est Never Ever, avec un featuring de Young Jeezy ; le titre rencontre un succès moindre. Love Sex Magic, en duo avec Justin Timberlake, est choisi comme deuxième single aux États-Unis et comme premier au niveau international. Il devient un succès mondial, atteignant le Top 10 aux États-Unis, numéro un en Inde, en Turquie et à Taïwan[source secondaire souhaitée]. Like a Surgeon est envoyé aux radios aux États-Unis comme single promotionnel. Le deuxième single international, Work, avec Missy Elliott, sort au Royaume-Uni, en Australie et en Irlande il ne rencontre pas un franc succès.
En juillet 2009, Ciara se lance dans le Jay-Z and Ciara Live Tour, avec Jay-Z. Elle assure également la première partie des shows de Britney Spears pour Circus Starring: Britney Spears où elle chante huit soirs au stade O2 Arena de Londres en juin 2009. Ciara apparaît également sur le tube international de Enrique Iglesias Takin' Back My Love extrait du Greatest Hits du chanteur. Elle est honorée par le Billboard en tant que « Femme de l'année »[source secondaire souhaitée]. Elle est également nommée aux Grammy Awards pour Love Sex Magic, dans la catégorie « meilleure collaboration vocale de pop ». Toutefois, malgré le succès de Love Sex Magic, Ciara connaît avec Fantasy Ride un bilan plutôt mitigé, en effet, l'album qui se voulait accessible à un plus large public ne rencontre pas le succès escompté, s'écoulant à tout juste 300 000 exemplaires dans le monde dont 200 000 aux États-Unis[source secondaire souhaitée].

### Basic Instinct(2010–2011)
En septembre 2009, Ciara est dans la production de son quatrième album studio intitulé Basic Instinct, dont la sortie maintes fois repoussée se fait finalement le 14 décembre 2010. Tricky Stewart et The-Dream sont les principaux producteurs de l'opus avec Ciara. Le premier single Ride, en duo avec Ludacris, est publié fin avril 2010. Le single est dans le Top 10 au classement Billboard R&B/Hip-Hop et se classe à la quarante-deuxième place du Billboard Hot 100[source secondaire souhaitée]. Le clip de Ride vaut à la chanteuse certaines controverses[réf. nécessaire] dues au contenu explicite de la vidéo qui montre la chanteuse dans des positions suggestives. Le clip est interdit de diffusion sur certaines chaînes de télévision[réf. nécessaire] aux États-Unis. Ciara publie également une vidéo pour la chanson titre de l'album Basic Instinct (U Got Me). Deux autres morceaux de l'album sont dévoilés, il s'agit des titres Gimme Dat et Spechless qui font office de singles aux États-Unis. Ce nouvel album de la chanteuse s'impose difficilement dans les charts, tout comme les singles[réf. nécessaire] qui en sont extraits. Malgré cela un quatrième single issu de Basic Instinct est annoncé. Il s'agit de Turn It Up en duo avec Usher, un morceau au tempo élevé et aux allures electro-pop ; la sortie du titre n'a finalement pas lieu[source secondaire souhaitée].
Alors que ces deux derniers albums Fantasy Ride et Basic Instinct sont des échecs à travers le monde et à la suite de rumeurs selon lesquelles la chanteuse aurait été congédiée par son label, Ciara a exprimé sa volonté de quitter Jive Records.
En mai 2011, Ciara n'apparaît plus sur la liste des artistes signés chez Jive Records présente sur le site internet du label. Finalement, le 12 juillet 2011, il est annoncé que Ciara change de label et qu'elle a signé chez Epic Records, détenu par L.A. Reid, celui-même qui avait signé la chanteuse chez LaFace Records en 2004.

### Ciara(2012–2013)
Au cours d'une entrevue avec Sway in the Morning en février 2012, Ciara révèle qu'elle allait prendre son temps pour l'enregistrement de son cinquième album studio. Ciara travaille sur l'album avec un certain nombre de producteurs et auteurs-compositeurs, y compris Hit-Boy, Soundz, Diane Warren, Tricky Stewart, et The Underdogs. Lors d'une conférence de presse avec MTV en mai 2012, Ciara annonce que son cinquième album studio serait intitulé One Woman Army et déclare que le premier single, Sweat, serait très bientôt disponible. Le single, en collaboration avec le rappeur 2 Chainz, est dévoilé en ligne le 4 juin 2012. Toutefois, la sortie du single est annulée à la dernière minute pour des raisons inconnues. Le 13 août 2012, Ciara dévoile le premier single de l'album intitulé Sorry.
Le 25 octobre 2012, Ciara sort Got Me Good le jour de son anniversaire, le clip s'affiche sur les grand écrans de Sony en avant première à Times Square[pertinence contestée]. Le 15 avril 2013, l'album est appelé finalement Ciara. Le 30 juin 2013, elle sort le clip I'm Out en featuring avec Nicki Minaj, produit par MasterBeat (jeune compositeur français)[source secondaire souhaitée]. L'album se classe 2e au Billboard top 200 des albums, Ciara atteint son 4e top 3 des albums aux États-Unis.

### Jackie(2013–2015)
En septembre 2013, le producteur Mike Will Made It révèle que Ciara a commencé à travailler sur son sixième album studio[source secondaire souhaitée]. En décembre 2013, Ciara confirme qu'elle est en train de faire un nouvel album, que l'enregistrement de son sixième album a commencé autour de Thanksgiving et qu'il sortira bientôt.
Le 31 mars 2015, Ciara annonce qu'elle va se lancer dans sa toute première tournée en tête d'affiche depuis 6 ans[source secondaire souhaitée]. Dans le même temps, Ciara dévoile la pochette d'album de son sixième album[pertinence contestée], Jackie, qui sortira le 4 mai 2015.

### Beauty Marks(2017–2021)
Après trois ans d'attente, Ciara sort son nouveau single Level Up le 18 juillet 2018.
La chanson est le premier extrait de son prochain septième album studio. Ciara a annoncé que son septième album studio, Beauty Marks, sortira le 10 mai 2019. En plus de Level Up, l’album a engendré les singles Freak Me, Dose, Greatest Love et Thinkin Bout You. Ciara a joué Thinkin Bout You aux Billboard Music Awards 2019.

### Huitième album studio (depuis 2022)
En mai 2022, il est annoncé que Ciara figurerait sur la couverture du numéro 2022 Sports Illustrated Swimsuit Issue[source secondaire souhaitée], ce qui en fait la troisième musicienne à le faire depuis le lancement du numéro en 1964. Le 29 juin 2022, il est annoncé que Ciara avait signé un nouveau contrat d’enregistrement avec Republic Records et Uptown Records, en partenariat avec son label, Beauty Marks Entertainment[source secondaire nécessaire]. Le huitième album studio de Ciara sortira grâce au partenariat. La première version de l’accord a été annoncé pour être le single, Jump, sorti le 8 juillet 2022[source secondaire souhaitée].

## Vie personnelle
Le 26 juillet 2025, elle obtient la nationalité béninoise. Pendant des années, elle a cherché à retracer ses origines afro-américaines, et s'est découverte des origines béninoises.

### Vie sentimentale
Entre 2002 et 2003, Ciara devient la compagne de son ami d'enfance, Lakyle Thomas.
En octobre 2004, elle commence à fréquenter l'acteur et rappeur, Bow Wow. Cependant, ils se séparent en avril 2006. Bien qu'ils ne révéleront jamais la cause de leur rupture, il est plus tard révélé que Bow Wow a trompé Ciara. En février 2007, elle entame une relation avec l'acteur et rappeur, 50 Cent. Mais ils se séparent en fin d'année 2009, et l'humoriste Chelsea Handler aurait révélé la cause de leur séparation. Elle est ensuite en couple avec le basketteur, Amar'e Stoudemire, de janvier 2011 à juillet 2011.
En décembre 2012, Ciara devient la compagne du rappeur, Future - avec qui elle se fiance le 25 octobre 2013, le jour de ses 28 ans. Ensemble ils ont eu un fils, né le 19 mai 2014. En août 2014, il est annoncé que Ciara et son fiancé se sont séparés, à la suite des supposées infidélités de son fiancé.
Depuis mars 2015, Ciara est la compagne du joueur de football américain, Russell Wilson. Après s’être fiancés en mars 2016, ils se sont mariés le 6 juillet 2016 en Angleterre, dans le Cheshire. Le 25 octobre 2016, le jour de ses 31 ans, Ciara annonce qu'elle attend son deuxième enfant ; il s'agit du premier pour son époux. Le 28 avril 2017, Ciara donne naissance à une fille. Le 30 janvier 2020, Ciara annonce sur ses réseaux sociaux via une photo d'elle enceinte, titrée "Number 3.", qu'elle est enceinte de son troisième enfant. Le 23 juillet 2020, Ciara donne naissance à leur deuxième enfant, un fils prénommé Win Harrison Wilson. Le 8 août 2023, Ciara annonce être enceinte de son quatrième enfant, le troisième avec son mari. Le 11 décembre 2023, Ciara accouche de son quatrième enfant, une fille.

### Charité
En septembre 2008, Ciara, avec des autres artistes telles que Mariah Carey, Beyoncé Knowles, Mary J. Blige, Rihanna, Fergie, Miley Cyrus ou encore Leona Lewis font équipe pour la chanson Just Stand Up pour la lutte contre le cancer[source secondaire souhaitée].

## Autres activités

### Mode
En 2007, Ciara commence sa carrière de mannequin et signe son premier contrat pour Rocawear[source secondaire souhaitée], la marque de Jay-Z. Au début de l'année 2009, Ciara signe un contrat de plusieurs millions de dollars avec l'agence de mannequins Wilhelmina Models[source secondaire souhaitée]. En novembre de la même année, il est annoncé que Ciara sera le nouveau visage d'une campagne publicitaire pour un smartphone, le LG Chocolate Touch[pertinence contestée]. Ciara tourne un spot publicitaire pour la campagne, qui présente la danse de son single Work[pertinence contestée].
Plus tard, il est confirmé que Ciara sera le nouveau porte-parole de la campagne publicitaire pour Adidas Originals[source secondaire souhaitée].

## Discographie
- 2004 : Goodies
- 2006 : Ciara: The Evolution
- 2009 : Fantasy Ride
- 2010 : Basic Instinct
- 2013 : Ciara
- 2015 : Jackie
- 2019 : Beauty Marks
- 2025 : Cici

## Filmographie

### Cinéma
- 2006 : Au-delà des limites : Becca Watley
- 2011 : Mama, I Want to Sing : Amara Winter
- 2012 : Crazy Dad : Brie
- 2015 : Le Dernier chasseur de sorcière (générique)
- 2023 : La Couleur pourpre de Blitz Bazawule : Nettie

### Télévision
- 2002 : Sex and the City - Figurante à la terrasse d'un café - Saison 5 épisode 8
- 2004 : Punk'd : Stars piégées - Elle-même
- 2009 : L'Incroyable Famille Kardashian - Elle-même - Saison 4
- 2009 : Fashion Police - Elle-même
- 2011 : Hellcats - Elle-même - Saison 1
- 2011 : Kourtney and Kim take New-York - Elle-même - Saison 1
- 2012 : Idols - Elle-même - (Juge)
- 2009 : When I Was 17 - Elle-même
- 2013 : La La's Full Court Life - Elle-même - Saison 3
- 2013 : She Show With Vinny - Elle-même
- 2013 - 2014 : The Game - Elle-même - Saisons 6 et 7